# Hradec Králové hlavní nádraží
Hradec Králové hlavní nádraží (Hradec Králové főpályaudvar) egy csehországi vasútállomás, Hradec Králové városban, a központtól nyugatra.

## Vasútvonalak
Az állomást az alábbi vasútvonalak érintik:
- Velký Osek–Choceň-vasútvonal

## Szomszédos állomások
A vasútállomáshoz az alábbi állomások vannak a legközelebb:
- Hradec Králové-Kukleny
- Hradec Králové zastávka
- Opatovice nad Labem-Pohřebačka
- Předměřice nad Labem
- Plotiště nad Labem

## Fordítás
- Ez a szócikk részben vagy egészben  a   Hradec Králové hlavní nádraží című lengyel Wikipédia-szócikk fordításán alapul.  Az eredeti cikk szerkesztőit annak laptörténete sorolja fel. Ez a jelzés csupán a megfogalmazás eredetét és a szerzői jogokat jelzi, nem szolgál a cikkben szereplő információk forrásmegjelöléseként.
- Ez a szócikk részben vagy egészben  a   Hradec Králové hlavní nádraží című cseh Wikipédia-szócikk fordításán alapul.  Az eredeti cikk szerkesztőit annak laptörténete sorolja fel. Ez a jelzés csupán a megfogalmazás eredetét és a szerzői jogokat jelzi, nem szolgál a cikkben szereplő információk forrásmegjelöléseként.